# Nico Santos (cantant)
Nico Wellenbrink (7 de gener de 1993, Bremen), més conegut com a Nico Santos és un cantant i cantautor alemany-espanyol. A Alemanya es un cantant molt conegut. Ha fet cançons amb molt artistes (Lena, DJ Topic, Jamule) com també ha fet les lletres de alguns cantants (Mark Forster, Shindy, Helene Fischer, Bushido). L'any 2020 va participar en el nou festival musical creat per Stefan Raab i organitzat per ProSieben (Festival de la Cançó d'Europa Lliure) i així com per la productora Brainpool TV i va representar a Espanya. Va obtenir la victòria amb 104 punts i es va convertir en el primer guanyador d'aquest festival.

## Biografia
Nico Santos va néixer a Bremen i va viure el seus primer anys a Espanya.
És fill de l'actor alemany Egon Wellenbrink i d'una dona anomenada Lisa, i la seva germanastra és l'actriu Susanna Wellenbrink. També té una germana petita que està estudiant a Palma.
Va rebre el suport del seus pares des de molt petit. A més, va rebre classes de piano amb la seva germana petita Clarissa.
L'any 2020, va participar en l'edició debut del Festival de la Cançó d'Europa Lliure, on va representar a Espanya i va obtenir la victòria amb 104 punts.

## Discografia
- Rooftop
- Safe
- Unforgettable
- Better (amb la Lena)
- Play with Fire
- Like I Love You
- Running Back to You (amb en Martin Jensen i l'Alle Farben

## Aparicions en TV
Nico va fer el seu debut al programa de televisió com Tiger Rat en Rote Rosen (Roses vermelles) en 2015.

## Premis i reconeixements
- Nickelodeon Kids' Choice Awards en la categoria d'equip favorit: Alemanya, Austria, Suïssa (La veu d'Alemanya)

## Vida privada
Santos ha viscut tant a Alemanya com a les Illes Balears (a Mallorca) durant un curt període i és d'on ve el seu nom artístic espanyol. Sap parlar català i castellà a més de l'alemany perque va anar a l'escola primària en Es Capdellá.
Als 12 anys va començar a estudiar escola intermèdia a l'IES Bendinat a Espanya. Més tard, va passar a obtenir un títol en Master d'enginyeria a Colònia, Alemanya. Cal destacar que ha treballat de cambrer.
D'altra banda, Nico prefereix mantenir la seva vida amorosa fora del focus d'atenció.

## Curiositats
- Per les fotos que puja a la seva conta d'Instagram, sembla mantenir-se en bona forma. Per contra, també li agrada ballar, que és una forma ràpida i divertida de cremar els quilos de més.